# Churchdown
Churchdown är en ort och civil parish i Storbritannien.   Den ligger i grevskapet Gloucestershire och riksdelen England, i den södra delen av landet, 150 km väster om huvudstaden London. Churchdown ligger 51 meter över havet och antalet invånare är 13 287.
Terrängen runt Churchdown är platt åt nordväst, men åt sydost är den kuperad.Runt Churchdown är det ganska tätbefolkat, med 192 invånare per kvadratkilometer. Närmaste större samhälle är Gloucester, 5,1 km väster om Churchdown. Trakten runt Churchdown består till största delen av jordbruksmark.